# Великолепная пятёрка
Великолепная пятёрка — серия детских детективных книг английской писательницы Энид Блайтон. Первая книга из серии, озаглавленная «Тайна острова сокровищ» (англ. Five on a Treasure Island), вышла в 1942 году. Изначально Блайтон намеревалась издать не более восьми книг из серии, но, благодаря большому коммерческому успеху «Великолепной пятёрки», из-под пера писательницы была выпущена 21 книга. К концу 1953 года было продано более 6 миллионов экземпляров книг. В настоящее время в мире ежегодно продаётся более двух миллионов книг, что делает её одной из самых продаваемых детских книжных серий.
В 2012 году вышла экранизация «Пятеро друзей». В 2023 году стало известно, что Николас Виндинг Рефн снимет 3 полнометражных фильма по серии книг.

## Сюжет
Двое братьев и сестра — Джулиан, Дик и Энн — часто приезжают на каникулы в Киррин-коттедж к своей двоюродной сестре Джордж и участвуют в раскрытии тайн, ведя свои собственные детективные расследования, в чём им помогает Тимми — верный пёс Джордж. В приключения они попадают и в других ситуациях, например, отправившись в поход или в гости на ферму. Им часто удаётся помочь полиции в поимке контрабандистов, фальшивомонетчиков, дельцов с чёрного рынка и других преступников.

## Персонажи
- Джордж (Джорджина) Киррин — девочка, которая хочет быть похожей на мальчика и поэтому предпочитает имя Джордж. Коротковолосая, обычно одевается в мальчишечью одежду, из-за чего её постоянно путают с мальчиком. Очень пылкая и своенравная, но в то же время для близких всегда является преданным другом. Двоюродная сестра Джулиана, Дика и Энн.
- Дик Киррин — имеет отличное чувство юмора и довольно мягкий характер. Является ровесником Джордж, но в то же время на год моложе брата Джулиана и старше своей сестры Энн.
- Джулиан Киррин — самый старший из пятёрки. Двоюродный брат Джордж и старший брат Дика и Энн. Высокий, сильный и рассудительный. Благодаря высокому интеллекту, является лидером в группе.
- Энн Киррин — самая младшая из пятёрки, из-за чего часто доставляет неприятности остальным. Довольно пугливая. Предпочитает сторониться приключений и опасностей.
- Тимоти (Тим, Тимми) — преданный и смышлёный пёс Джордж.

## Книги Энид Блайтон
С 1942 по 1963 годы Энид Блайтон выпустила 21 книгу из серии «Великолепная пятёрка». В России они были выпущены в 90-х годах издательством «Совершенно секретно» в серии «Детский детектив». Позднее многие книги по нескольку раз переиздавались, из-за чего случалось, что одни и те же книги носили разные названия в разных переводах.
| №  | Название                                                                                        | Год  | В русском переводе                                                 |
| -- | ----------------------------------------------------------------------------------------------- | ---- | ------------------------------------------------------------------ |
| 1  | Тайна острова сокровищ                                                                          | 1942 | «Тайна острова сокровищ», пер. И. Кулаковской-Ершовой, М. Тарховой |
| 1  | Тайна острова сокровищ                                                                          | 1942 | «Остров сокровищ»                                                  |
| 2  | Новые приключения великолепной пятёрки                                                          | 1943 | «Новые приключения великолепной пятёрки»                           |
| 2  | Новые приключения великолепной пятёрки                                                          | 1943 | «Опасные каникулы»                                                 |
| 3  | Тайна старого подземелья                                                                        | 1944 | «Тайна старого подземелья», пер. Е. Лысенко                        |
| 3  | Тайна старого подземелья                                                                        | 1944 | «Тайна старого корабля»,                                           |
| 3  | Тайна старого подземелья                                                                        | 1944 | «Тайна старого чемоданчика»,                                       |
| 3  | Тайна старого подземелья                                                                        | 1944 | «Возвращение на остров сокровищ»                                   |
| 4  | Тайна пика Контрабандистов (англ. Five Go To Smuggler’s Top)                                    | 1945 | «Тайна пика Контрабандистов»                                       |
| 4  | Тайна пика Контрабандистов (англ. Five Go To Smuggler’s Top)                                    | 1945 | «Тайна „Вершины Контрабандиста“»                                   |
| 4  | Тайна пика Контрабандистов (англ. Five Go To Smuggler’s Top)                                    | 1945 | «Тайна туманных болот»                                             |
| 4  | Тайна пика Контрабандистов (англ. Five Go To Smuggler’s Top)                                    | 1945 | «Тайна приюта контрабандистов»                                     |
| 5  | Тайна бродячего цирка                                                                           | 1946 | «Тайна бродячего цирка», пер. А. Биргера                           |
| 5  | Тайна бродячего цирка                                                                           | 1946 | «Тайна мрачного клоуна»                                            |
| 5  | Тайна бродячего цирка                                                                           | 1946 | «По следам бродячего цирка»                                        |
| 6  | Тайна секретной лаборатории                                                                     | 1947 | «Тайна секретной лаборатории», пер. А. Серёгина                    |
| 6  | Тайна секретной лаборатории                                                                     | 1947 | «Тайна стеклянной комнаты»                                         |
| 6  | Тайна секретной лаборатории                                                                     | 1947 | «Секретная лаборатория»                                            |
| 7  | Тайна поезда-призрака (англ. Five Go Off To Camp)                                               | 1948 | «Тайна поезда-призрака»                                            |
| 7  | Тайна поезда-призрака (англ. Five Go Off To Camp)                                               | 1948 | «Тайна старого туннеля»                                            |
| 8  | Тайна совиного холма (англ. Five Get Into Trouble)                                              | 1949 | «Тайна совиного холма»                                             |
| 8  | Тайна совиного холма (англ. Five Get Into Trouble)                                              | 1949 | «Тайна совиного гнезда»                                            |
| 8  | Тайна совиного холма (англ. Five Get Into Trouble)                                              | 1949 | «Побег из Совиного гнезда»                                         |
| 9  | Тайна рыжего похитителя (англ. Five Fall Into Adventure)                                        | 1950 | «Тайна рыжего похитителя»                                          |
| 9  | Тайна рыжего похитителя (англ. Five Fall Into Adventure)                                        | 1950 | «Тайна двух блокнотов»                                             |
| 10 | Тайна мрачного озера (англ. Five On A Hike Together)                                            | 1951 | «Тайна мрачного озера», пер. М. Аваковой                           |
| 11 | Тайна разрушенного замка (англ. Five Have A Wonderful Time)                                     | 1952 | «Тайна разрушенного замка», пер. М. Тугушевой                      |
| 11 | Тайна разрушенного замка (англ. Five Have A Wonderful Time)                                     | 1952 | «Тайна пожирателя огня»                                            |
| 12 | Тайна прибрежных скал (англ. Five Go Down To The Sea)                                           | 1953 | «Тайна прибрежных скал»                                            |
| 12 | Тайна прибрежных скал (англ. Five Go Down To The Sea)                                           | 1953 | «Тайна берега скелетов»                                            |
| 13 | Тайна цыганского табора (англ. Five Go To Mystery Moor)                                         | 1954 | «Тайна цыганского табора», пер. Т. Згерского                       |
| 14 | Тайна серебристого лимузина (англ. Five Have Plenty Of Fun)                                     | 1955 | «Тайна серебристого лимузина»                                      |
| 14 | Тайна серебристого лимузина (англ. Five Have Plenty Of Fun)                                     | 1955 | «Тайна девочки с пуделем»                                          |
| 15 | Тайна запутанного следа (англ. Five On A Secret Trail)                                          | 1956 | «Тайна запутанного следа», пер. Е. Суриц                           |
| 16 | Тайна холма Билликок (англ. Five Go To Billycock Hill)                                          | 1957 | «Тайна холма Билликок», пер. Ю. Хазанова                           |
| 17 | Тайна светящейся горы (англ. Five Get Into A Fix)                                               | 1958 | «Тайна светящейся горы»                                            |
| 18 | Тайна подземного коридора (англ. Five On Finniston Farm)                                        | 1960 | «Тайна подземного коридора», пер. Е. Лысенко                       |
| 19 | Тайна подводной пещеры (англ. Five Go To Demon’s Rocks)                                         | 1961 | «Тайна подводной пещеры»                                           |
| 19 | Тайна подводной пещеры (англ. Five Go To Demon’s Rocks)                                         | 1961 | «Тайна морских разбойников»                                        |
| 20 | Тайна золотых статуй (англ. Five Have A Mystery To Solve)                                       | 1962 | «Тайна золотых статуй»                                             |
| 21 | Тайна золотых часов (англ. Five Are Together Again)                                             | 1963 | «Тайна золотых часов», пер. Е. Калининой                           |
| 22 | Five Have a Puzzling Time and Other Stories (англ. Five Have a Puzzling Time and Other Stories) | 1963 |                                                                    |

## Другие авторы
- С 1971 года французский писатель Клод Вуалье (фр. Claude Voilier) продолжил серию «Великолепная пятёрка» с теми же главными действующими лицами. Им было выпущено 24 книги, однако серия уже не пользовалась той популярностью, что оригинал. Начиная с 2004 года, работать над серией начала немецкая писательница Сара Боссе, но её работы до сих пор[когда?] не переводились на английский и другие языки.
- В книге Джона Леннона In His Own Write имеется пародия на «Великолепную пятерку» под названием The Famous Five Through The Woenow Abbey[9] (в русском переводе — «Великолепная пятерка в Горемычном аббатстве»[10]).